# Баба (Алба)
Баба (рум. Baba) насеље је у Румунији у округу Алба у општини Хореа. Oпштина се налази на надморској висини од 900 m.

## Становништво
Према подацима из 2002. године у насељу је живело 40 становника, од којих су сви румунске националности.